# 扎斯拉夫斯科耶湖
扎斯拉夫斯科耶湖是白俄羅斯的水庫，位於首都明斯克西北10公里，長10公里、寬4.5公里，面積31.1平方公里，是該國第二大的人工水庫，始建於1956年，海拔高度212米，集水區面積562平方公里，平均水深3.1米，最大水深4.5米。